# Ла-Валле-Агордіна
Ла-Валле-Агордіна, Ла-Валле-Аґордіна (італ. La Valle Agordina, вен. La Val Agordina) — муніципалітет в Італії, у регіоні Венето, провінція Беллуно.
Ла-Валле-Агордіна розташована на відстані близько 490 км на північ від Рима, 95 км на північ від Венеції, 19 км на північний захід від Беллуно.
Населення — 1118 осіб (2014).
Щорічний фестиваль відбувається 5 серпня. Покровитель — святий Архангел Михаїл.

## Демографія
Населення за роками:

Станом на 1 січня 2023 року в муніципалітеті офіційно проживали 33 іноземці з 11 країн, серед них 11 громадян країн Євросоюзу та 5 громадян України.

## Сусідні муніципалітети
- Агордо
- Валь-ді-Цольдо
- Лонгароне
- Ривамонте-Агордіно
- Седіко